# Chiradzulu
Chiradzulu ist eine kleine Stadt in Malawi (Afrika). Die Stadt liegt 240 km südöstlich der Landeshauptstadt Lilongwe, nördlich von Blantyre auf dem Shire-Hochland am östlichen Fuße des gleichnamigen Berges (1773 Meter) und hat 1580 Einwohner.

## Geografische Lage
Chiradzulu liegt 1118 Meter über dem Meeresspiegel im gleichnamigen Bezirk Chiradzulu, in der südlichen Region des Südosten des Landes. Sie befindet sich 18,7 km südwestlich von der nächstgrößeren Stadt Blantyre.
Das Land um Chiradzulu ist im Osten eher hügelig, im Westen jedoch flach. Der höchste Punkt in der Umgebung ist 1491 Meter hoch und befindet sich 1,9 km südlich der Stadt. Der im Nord-Osten befindliche, 1773 Meter hohe Berg Chiradzulu ist ein Waldgebiet und steht unter Schutz, jedoch wird dort auch Holz gewonnen, da Brennholz eine wichtige Lebensgrundlage der dortigen Bevölkerung darstellt.

## Bevölkerung
In Chiradzulu leben etwa 550 Menschen pro Quadratkilometer, damit ist der Ort einer der bevölkerungsreichsten der Region.
Als reiner Hochlanddistrikt ist das Gebiet anfällig für Dürren, denn der Regenschatten des Mulanje-Massiv kann bis hierhin reichen, dennoch ist die Gegend stark landwirtschaftlich geprägt. Allerdings liegen viele Felder brach, weil den AIDS-Problematik (25 % der Bevölkerung sind infiziert) dazu führt, dass vielen zur Bestellung ihrer Äcker die Kraft fehlt. Durchschnittlich besitzt jede Familie einen halben Hektar Land, was für ihre Subsistenz in der Regel ausreicht.
In geringem Maße lebt die Gegend auch vom Tourismus.
Die geringsten wirtschaftlichen Wachstumsraten in Malawi in den Jahren 1997 bis 1998 gab es in Chiradzulu mit 1,4 Prozent.

## Klima
Das Klima ist ein mildes, tropische Savannen-Klima und hat in der Saison nur zwei Zyklen: Herbst und Sommer. Die durchschnittliche Temperatur beträgt 22 °C. Der wärmste Monat ist der November mit 28 °C und der kälteste Monat ist der Juli mit 18 °C. Der durchschnittliche Niederschlag beträgt 1.070 Millimeter pro Jahr. Der feuchteste Monat ist der Januar mit 300 Millimetern Regen und der trockenste ist Juli mit 15 Millimetern.

## Infrastruktur
Chiradzulu liegt an der Straße M3, Blantyre-Zomba.
Die Stadt hat eine 1000 Meter lange Flugpiste, eine Grundschule und ein Krankenhaus. Nach Blantyre und nach Zomba gibt es regelmäßige Busverbindungen.

## Persönlichkeiten
- John Chilembwe, Baptistenprediger und malawischer Nationalheld, wurde 1871 im Distrikt Chiradzulu geboren.